# Anla'shok
Dans l'univers de Babylon 5, l'Anla'shok (mot minbari ; les Rangers en anglais) est une force spéciale minbari créé par Valen. Leur première mission était de surveiller le retour des Ombres que leur fondateur avait annoncé dans la « Grande Prophétie ».

## Organisation
Le chef de l'Anla'shok est qualifié d'Anla'shok Na (Ranger no 1). Le titre suprême Entil'zha était réservé à Valen dans l'attente de son retour. Il a été porté par les chefs de l'Anla'shok à partir de Jeffrey Sinclair. Ce titre est formé avec le suffixe zha, l'avenir ; ici celui qui conduit ceux qui préparent l'avenir.
Il semble que l'expression the One (celui ou l'unique en version française) désigne autant le chef des Rangers que le prochain, celui qu'il faut aider.
Les Rangers portent un uniforme noir à parements marron d'origine minbarie. Ils possèdent une broche : une pierre précieuse enchâssée dans un ovale métallique représentant un Minbari (jusqu'au XXIIIe siècle) et un Humain (à partir de 2259). Ces broches sont forgées, puis refroidies dans le sang du Minbari qui va la porter (plus celui d'un Humain à partir de 2259).

### Devises
We Walk in the dark places no others will enter. We do not breakaway from combat, We stand on the bridge and no one may pass, We do not retreat whatever the reason; We live for the One, we die for the One. (nous marchons dans les endroits sombres où personne d'autre n'entrera. Nous ne nous retirons jamais du combat. Nous nous tenons sur le pont et personne ne passera. Nous ne reculons pas quelle que soit la raison, Nous vivons pour l'unique, nous mourons pour l'Unique.)

## Histoire

### Né de la guerre des Ombres
Face aux divisions entre les castes minbaris pendant la première guerre des Ombres, mille ans avant Babylon 5, Valen créa un corps militaire indépendant des castes et dont l'adhésion était ouverte aux membres de toutes les castes. Il les baptisa l'Anla'shok.
Leur mission était de lutter contre les Ombres et d'aider tous les peuples en guerre contre elles.
Après la victoire, Valen leur confie la mission de surveiller la galaxie et d'alerter les Minbaris dès les premiers indices du retour des Ombres trouvés.

### Mille ans de tradition
Pendant un millénaire, les Rangers ont perpétué la mission confiée par Valen, même si la caste guerrière objecta leur inutilité, faute de preuves du retour des Ombres.
En 2245, pour éviter de voir son ordre disparaître, le chef des Rangers, Entil'zha Lenonn s'adresse au Conseil gris. Il obtient du leader Dukhat que le vaisseau amiral du Conseil, le Valen'tha, escorté par une escadre, aille patrouiller autour de la planète des Ombres Z'Ha'Dum.
Mais, en route, l'escadre minbarie croise une escadre d'exploration de l'Alliance terrienne. Le premier contact avec le vaisseau Prométhée s'achève en malentendus et échanges de tirs: en effet, en signe de respect et d'ouverture, les vaisseaux minbaris avaient ouvert leurs armes afin de saluer les Humains, ignorant que c'était pour eux un signe d'agression imminente; en conséquence de quoi le commandant de la flotte terrienne paniqua et ouvrit le feu. Dukhat est tué, le Conseil gris décide, avec 5 voix contre 4, d'une guerre sainte d'éradication des Humains.
Pendant cette guerre, Lenonn est tué alors qu'il accomplissait une mission de paix envers les Terriens sur l'ordre du Sataï Delenn, afin d'obtenir un cessez le feu. Pendant quelques années, les Rangers stagnent, mais Delenn les assure de son soutien, convaincu que la prophétie de Valen va bientôt se réaliser.

### La Guerre des Ombres
En 2258 et 2259, Delenn obtient de l'ambassadeur vorlon sur Babylon 5 les preuves que les Ombres sont de retour. Elle incite le Conseil gris à nommer le commandant de Babylon 5, Jeffrey Sinclair, ambassadeur de l'Alliance Terrienne sur Minbar. En 2259, celui-ci apprend l'existence des Rangers et l'arrivée des Ombres. Il se voit proposer leur commandement et l'adjonction de recrues humaines ; la prophétie annonçant que les Humains aideront à la victoire.
Sous le commandement de l'Anla'shok Na Sinclair (Ranger no 1) et avec l'alliance de Delenn et du Capitaine Sheridan sur Babylon 5, l'Anla'shok retrouve une activité digne de l'époque de Valen : entraînement aux techniques minbaris de Minbaris des trois castes et d'Humains qui y sont peu habitués (méditations, combat au bâton, affrontement de la peur, etc.), espionnage, surveillance. Avec Sheridan, les Rangers deviennent une armée en opération dotée des nouveaux croiseurs de combat de classe Étoile Céleste (White Star).
Ces vaisseaux et les Rangers assurent aux flottes alliés des mondes non alignés un appui tactique essentiel dans le renseignement, la résistance et le combat contre les Ombres.

### Une force au service de l'Alliance interstellaire
La guerre des Ombres à peine remportée, l'Alliance interstellaire (AIS) promeut l'Anla'shok comme force indépendante de maintien de la paix entre les membres de l'Alliance. Il accueille désormais des membres de tous les peuples. Sa mission est de protéger l'Alliance (dont ses dirigeants) et les relations pacifiques entre ses membres.
Cette mission réussit à tel point que les Rangers restent l'espoir du salut pour les Terriens après les bombardements de 2762, et que leur insigne figure sur les derniers vaisseaux terriens qui quittent la Terre lors de l'explosion du soleil un million d'années après Babylon 5.

## L'Anla'shok dans la série
Les membres de l'Anla'shok sont à la fois présents et invisibles. Régulièrement, un Ranger est reconnaissable dans l'arrière-plan des scènes à l'intérieur de la station. Mais, ils n'apparaissent à l'écran seulement pour apporter des informations capitales ou pour le combat.
Un épisode de la saison 5 présente en quoi consiste la formation du Ranger et leur loyauté est illustré par plusieurs sacrifices au cours de la guerre des Ombres.
Un d'entre eux apparaît plus particulièrement pendant les saisons 3 et 4 : Marcus Cole, dont la base d'opérations est la station Babylon 5. Avec Lennier qui s'enrôle pendant la saison 5, Marcus est l'illustration du Ranger loyal et efficace, mais fragilisé par les causes de son enrôlement.

## Liste desEntil'zhaetAnla'shok Na
- Valen, mille ans avant Babylon 5
- Lenonn, Anla'shok Na, mort en 2245
- Jeffrey Sinclair, 2259-2260
- Delenn, 2260-années 2270
- John Sheridan, années 2270-2282
- Susan Ivanova, 2282- ?